# USA Gymnastics
United States of America Gymnastics (kurz USA Gymnastics oder USAG) ist der nationale Dachverband für Turnen in den Vereinigten Staaten. Er wurde 1963 als U.S. Gymnastics Federation (USGF) gegründet und ist für die Auswahl und das Training der Nationalmannschaften für die Olympischen Spiele und Weltmeisterschaften zuständig.
Die von USA Gymnastics verwalteten Disziplinen sind:
- Gerätturnen der Frauen (WAG)
- Gerätturnen der Männer (MAG)
- Rhythmische Sportgymnastik
- Trampolinturnen und Tumbling (T&T)
- Sportakrobatik
- Aerobische Gymnastik
- Gruppengymnastik / Gymnastik für alle

Das Gerätturnen der Frauen – bestehend aus den Disziplinen Sprung, Stufenbarren, Schwebebalken und Bodenturnen – wurde durch die Austragung mehrerer jährlich im Fernsehen übertragener Wettkämpfe sehr bekannt. Zu den Disziplinen des Gerätturnens der Männer gehören Bodenturnen, Pauschenpferd, Ringe, Sprung, Parallelbarren und Reck.

## Sexueller Missbrauch
Am 5. November 2018 gab das Nationale Olympische Komitee der Vereinigten Staaten (USOPC) bekannt, dass es die USAG als nationalen Dachverband für das Turnen auf olympischer Ebene nicht mehr anerkennen wird. Dies geschah nach Ermittlungen und strafrechtlichen Verfolgungen im Zusammenhang mit zwei Jahrzehnten weit verbreiteten sexuellen Missbrauchs durch Trainer, an Sportstätten und durch andere von der USAG beaufsichtigte Elemente, ein Skandal, über den erstmals 2016 berichtet wurde und in dessen Mittelpunkt der jahrzehntelange Arzt von USA Gymnastics Larry Nassar steht. Einen Monat später meldete die USAG Insolvenz an. Dies führte allerdings nicht zur Einstellung des Sportbetriebs.